# Robeson County
Robeson County är ett administrativt område i delstaten North Carolina, USA, med 134 168 invånare. Den administrativa huvudorten (county seat) är Lumberton. 

## Geografi
Enligt United States Census Bureau så har countyt en total area på 2 463 km². 2 458 km² av den arean är land och 5 km² är vatten. 

### Angränsande countyn
- Cumberland County - nord-nordost
- Bladen County - öster
- Columbus County - sydost
- Horry County, South Carolina - söder
- Dillon County, South Carolina - sydväst
- Marlboro County, South Carolina - väster
- Scotland County - nordväst
- Hoke County - nord-nordväst